# Millsboro (Pennsylvania)
Millsboro è un census-designated place (CDP) degli Stati Uniti d'America situato nello stato della Pennsylvania, nella contea di Washington.